# Adi Kwala
Adi Kwala (NL ook: Adi Quala) (Tigrinya: ዓዲ ዃላ), is een stad in Eritrea in de regio (zoba) Debub. Adi Kwala heeft naar schatting 27.000 inwoners (2017). Het is de hoofdstad van de gelijknamige deelregio (sub zoba) Adi Kwala.

## Ligging
Adi Kwala ligt op 90 km rijden ten zuiden van de hoofdstad Asmara , op 31 km rijden ten zuiden van de regiohoofdstad Mendefera. Verder naar het zuiden ligt op 28 km de grens met Ethiopië. Adi Kwala ligt op 2043 m hoogte in het Eritrese gedeelte van het Ethiopisch Hoogland op een rotsplateau boven een afgrond, een steile afdaling naar de grensstreek met Ethiopië.

## Naam
De naam Adi Kwala , in Tigrinya  schrift ዓዲ ዃላ, kent meerdere spelwijzen in Latijns schrift: Addi Kwala, Adikwala, Adi Quala, Adi Qwala, Adi Huala, Adi Qala.

## Demografie
Het aantal inwoners van Adi Kwala is geschat op ongeveer 550 in 1938, meer dan 14.000 in 2011 en meer dan 28.000 in 2017. De bewoners zijn in overgrote meerderheid Tigrinyi. Deze Tigrinyi zijn overwegend Eritrees-orthodox christen. Moslims, katholieken en protestanten zijn in kleine percentages aanwezig.  

## Geschiedenis
Adi Kwala was vanouds een kleine agrarische marktplaats. Tijdens de slag van Gundet tussen de Egyptenaren en Ethiopiërs in november 1875 diende Adi Kwala als een Egyptisch militair depot.
In 1890 bouwden de Italiaanse kolonisatoren er een fort. Zij bouwden in Adi Kwala ook een zwaar beveiligde gevangenis voor Eritrese dissidenten. Ongeveer 5 km buiten de stad ligt in het dorp Daero Kunat een beroemd Italiaanse monument voor de gevallenen in de Slag bij Adwa (Eerste Italiaans-Ethiopische Oorlog, 1896). Tijdens de Italiaanse koloniale periode exporteerden de Italianen goederen via Adi Kwala naar Ethiopië.
Tijdens de Eritrese Onafhankelijkheidsoorlog heeft Adi Kwala in 1978 geleden onder Ethiopische luchtaanvallen. De gevangenis van Adi Kwala is later ook door respectievelijk Ethiopische en Eritrese regimes gebruikt. In 1975 heeft het Eritrean Liberation Front ELF de politieke gevangenen in Adi Kwala bevrijd uit handen van de Ethiopiërs. Na de afscheiding werd de gevangenis een militair detentiecentrum. In de periode na 2007 heeft de Eritrese Regering 250 mensen (mannen, vrouwen en kinderen) van de onderdrukte etnische minderheidsgroep der Kunama gevangengehouden.
Tijdens de Eritrees-Ethiopische grensoorlog van 1999-2000 was Adi Quala de centrale frontstad. Tijdens de slag bij Adi Kwala in mei 2000 was de stad verlaten en waren de 18.000 bewoners geëvacueerd naar een provisorisch vluchtelingenkamp op een schoolterrein in Dbarwa, 20 km naar het noorden. Na die slag volgde een staakt-het-vuren en kwam er de UNMEE Vredesmissie van de Verenigde Naties. Nederland nam van december 2000 tot november 2001 aan die vredesmissie deel met een basiskamp in Dekemhare en met onder andere een marinierskamp in Adi Kwala.
De streek tussen de stad en de grens is sinds de grensoorlog een gemilitariseerde zone. In het gebied rond de stad worden nog steeds (2017) landmijnen aangetroffen.

## Voorzieningen
- Administratiekantoor met politiebureau.
- Markt en overdekte markthal.
- Ziekenhuis.
- Bank (sinds 2012)
- Adi Quala Senior Secondary school, sinds 2013.
- Twee Eritrees-Orthodoxe kerken: Orthodoxe Mariakerk, en Abune Aregawi kerk, genoemd naar een van de Negen Heiligen, stichters van de Ethiopisch-Orthodoxe Tewahedo Kerk.
- Katholieke Maria van Sion kerk, bekend om zijn fresco's.
- Moskee.
- In dorpen in de omgeving liggen een aantal kloosters.

## Geboren
- Alemseged Tesfai (1944)[4], jurist en historicus, Tigrinya schrijver van o.a. Son of Hadera (roman, 1983),  The other war (drama, 1984) en Two Weeks in the Trenches: Reminiscences of Childhood and War in Eritrea (2002), Eritrea, from Federation to Occupation and Revolution (2016).